# Ilex pentagona
Ilex pentagona là một loài thực vật có hoa trong họ Aquifoliaceae. Loài này được S.K. Chen, Y.X. Feng & C.F. Liang mô tả khoa học đầu tiên năm 1998.